# KkStB 40.0
Die kkStB 40.0 waren elektrische Triebwagen der k.k. Staatsbahnen (kkStB) für den Betrieb auf der Lokalbahn Tábor–Bechin in Mittelböhmen.

## Geschichte
Er entstand als Konstruktion von František Křižík, der Wagenkasten wurde von Ringhoffer in Prag hergestellt. 1903 entstanden die ersten beiden Wagen (40.001 und 002).
1905 und 1908 wurden zwei weitere Wagen von denselben Herstellern beschafft (40.003 und 004).
Die letztgelieferten Wagen unterschieden sich in Details von den erstgelieferten (vgl. Tabelle).
Die Fahrzeuge verblieben auch nach dem Ersten Weltkrieg auf ihrer Stammstrecke, d. h., sie kamen nach 1918 zur ČSD, die sie als M 400.001–004 bezeichnete.
Anfangs wurden die Triebwagen mit dem Stromsystem 1,4 kV Gleichstrom betrieben. Ab 1929 wurde die Spannung auf das Stromsystem 1,5 kV Gleichstrom umgestellt, was auch einen Umbau der Triebwagen zur Folge hatte.
1931–1932 sowie 1937–1938 wurden die Triebwagen grundlegend umgebaut. Bis 1953 betrieben sie den Personen- sowie den anfallenden Güterverkehr auf ihrer Stammstrecke. Der Wagen M 400.004 wurde 1937 ausgemustert.
Im Jahr 1956 wurden die Lokomotiven der Reihe E 422.0 geliefert, was die Ausmusterung der Wagen M 400.002 (1961) und M 400.003 (1974) zur Folge hatte. Der Triebwagen M 400.001 wurde auf dem Fahrgestell des M 400.003 aufgebaut und umnummeriert.
Im Jahr 1971 wurde er weiteren Werkstattausbesserungen unterworfen, wobei er einen neuen Führertisch, ein neues Bremssystem, ein neues Spitzenlicht sowie neue Stromabnehmer bekam, was dem Fahrzeug wieder das historisch ursprüngliche Aussehen verlieh. Seither kommt er als betriebsfähiges Museumsfahrzeug des Technischen Nationalmuseums in Prag regelmäßig auf seiner Stammstrecke zum Einsatz.